# Arcidiocesi di Chersoneso di Zechia
L'arcidiocesi di Chersoneso di Zechia (in latino Archidioecesis Chersonensis in Zechia) è una sede soppressa e sede titolare della Chiesa cattolica.

## Storia
Chersoneso, corrispondente alla città di Sebastopoli in Ucraina, è un'antica sede arcivescovile della provincia romana della Zechia. Nella Notitia Episcopatuum redatta dall'imperatore bizantino Leone VI (886-912), la sede è elencata al 21º posto fra le sedi arcivescovili del patriarcato di Costantinopoli. Venne elevata in seguito a sede metropolitana, di cui sono noti vescovi greci ancora nel XV secolo.
La tradizione ricorda che fu a Chersoneso che venne esiliato e vi trovò la morte papa Clemente I attorno all'anno 97.
Nella prima metà del XIV secolo la città divenne una colonia genovese. Il 5 luglio 1333 papa Giovanni XXII, in virtù della bolla Quam gaudiosa, eresse una diocesi «sub vocabulo S. Clementis in terra Gothiae in partibus Orientis», suffraganea dell'arcidiocesi Vosprensis. Fu nominato come vescovo il domenicano Riccardo Anglicus, che sembra sia stato anche l'unico titolare di questa sede.
Con la distruzione della città ad opera dei Turchi nel 1475 scomparve anche la comunità cristiana.
Nel 1848 la diocesi di Cherson fu rifondata e resa suffraganea dell'arcidiocesi di Mogilev ma già nel 1852 prendeva il nome di diocesi di Tiraspol.
Dal XX secolo Chersoneso di Zechia è annoverata tra le sedi arcivescovili titolari della Chiesa cattolica; la sede è vacante dal 3 luglio 1976.

## Cronotassi

### Arcivescovi greci
- Eugenio †
- Agatodoro †
- Capito †
- Elpidio †
- San Basilio † (al tempo dell'imperatore Diocleziano)
- Eterio (o Edesio) † (menzionato nel 381)
- Longino ? † (menzionato nel 449)[5]
- Stefano † (menzionato nel 553)
- Sant'Efrem †
- Giorgio † (menzionato nel 692)[6]
- Paolo † (menzionato nell'879)

### Vescovi latini
- Riccardo Anglicus, O.P. † (16 luglio 1333 - ?)

### Arcivescovi titolari
- Sigismondo Miaschoviski, O.P. † (18 aprile 1644 - ?)
- Donald Aloysius Mackintosh † (11 giugno 1912 - 8 ottobre 1919 deceduto)
- Alexis-Armand Charost † (18 giugno 1920 - 22 settembre 1921 succeduto arcivescovo di Rennes)
- Giovanni Beda Cardinale, O.S.B. † (25 luglio 1922 - 1º dicembre 1933 deceduto)
- Albert Levame † (21 dicembre 1933 - 5 dicembre 1958 deceduto)
- Louis Parisot, S.M.A. † (5 gennaio 1960 - 21 aprile 1960 deceduto)
- Serapione Uluhogian, C.A.M. † (22 luglio 1960 - 16 maggio 1965 deceduto)
- Hemaiag Guedikian, C.A.M. † (3 marzo 1971 - 3 luglio 1976 nominato patriarca di Cilicia)